# Alconétar

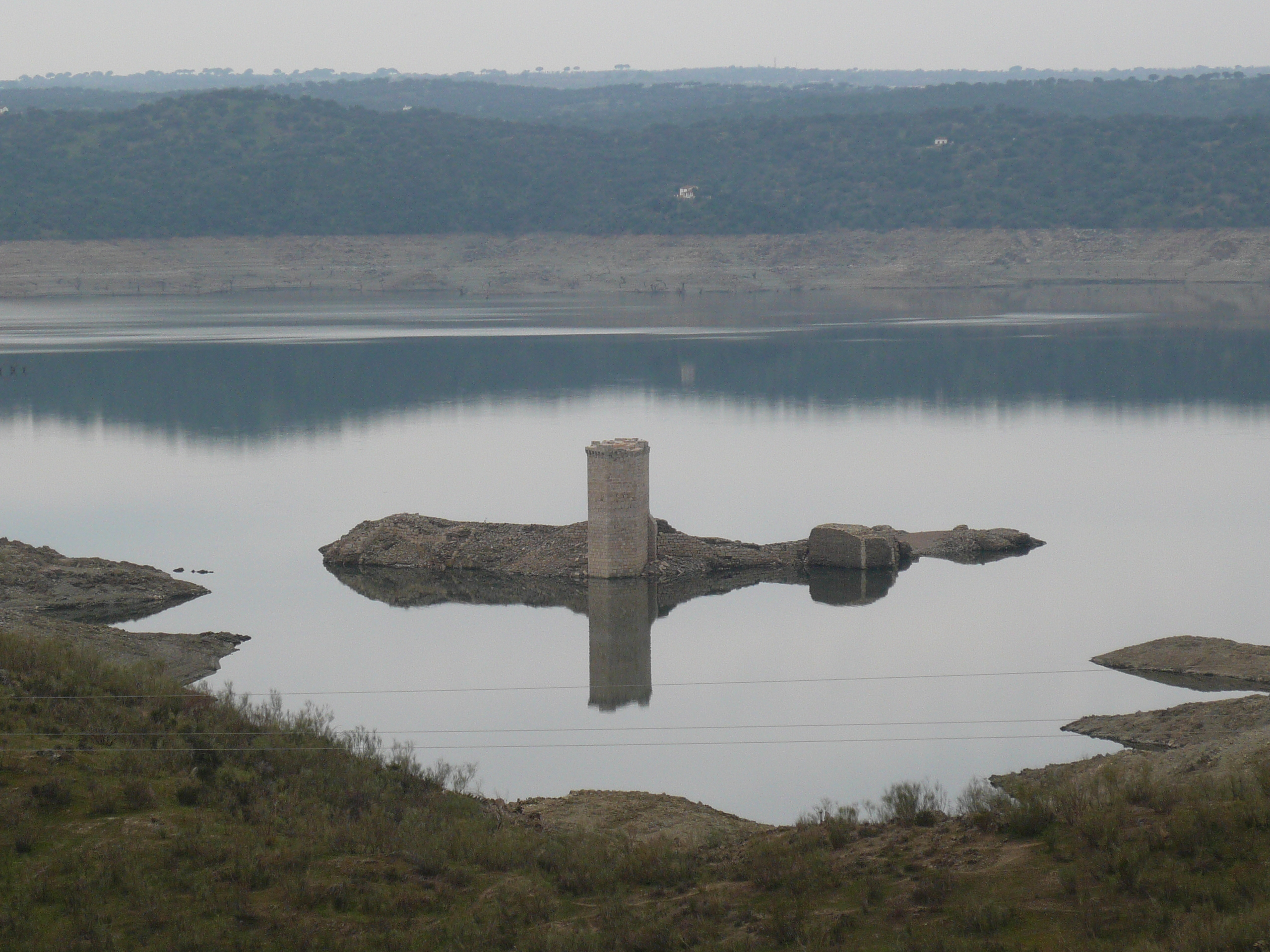
Castillo de Floripes.

Alconétar o Ventas de Alconétar es un despoblado español de la provincia de Cáceres. Situado en la confluencia de los ríos Almonte y Tajo, es el origen de la actual villa de Garrovillas de Alconétar, a cuyo término pertenecen sus ruinas.
Existió brevemente como villa durante la Reconquista como posición cristiana avanzada, pero en 1232 fue destruida por las tropas sarracenas, que construyeron allí una torre llamada castillo de Floripes.
En el siglo XIX solo se conservaba en su ubicación una venta, aunque el castillo adyacente fue fortificación francesa durante la Guerra de la Independencia Española.
En la actualidad se conservan los restos del puente de Alconétar, de época romana y situado originalmente junto al despoblado. La mayor parte del castillo se halla sumergido bajo las aguas del embalse de José María de Oriol-Alcántara II y el puente fue reubicado en otro lugar cercano para evitar que quedase también sumergido.